# Peixoto da Pena
Peixoto da Pena (fl. 1526/1539) foi um músico e compositor português do Renascimento, um importante tangedor de viola célebre em Portugal e Espanha.

## Biografia
Peixoto da Pena foi uma figura relevante do Renascimento Português; contudo, dados biográficos sobre o mesmo são escassos. Sabe-se que era natural da província de Trás-os-Montes, provavelmente de Terra de Pena, de onde retirou o sobrenome.
Foi caracterizado como um dos mais famosos e hábeis instrumentistas do seu tempo. Foi bem conhecido como compositor e tangedor de viola em Portugal e Castela. Sobre ele é relatado um caso no qual tocando ele no palácio de Carlos I de Espanha, causou espanto ao conseguir tocar harmoniosamente numa viola destemperada.